# Spermophorides valentiana
Spermophorides valentiana is een spinnensoort uit de familie trilspinnen (Pholcidae). De soort komt voor in Spanje.